# Gyrase
Eine Gyrase (v. altgr.: γῦρος, gyros = Kreis, Rundung) ist ein Enzym, das die Raumorientierung von geschlossenen DNA-Molekülen verändert. Sie gehört zu den Topoisomerasen Typ II, welche in prokaryotischen Zellen ATP-abhängig einen Doppelstrangbruch in der DNA verursachen. Die Gyrase sorgt für negatives supercoiling – eine „Entwindung“ der DNA im Gegensatz zur Normalstruktur (B-DNA) mit circa zehn Basenpaaren pro Windung. Dies führt sowohl zu einem Platzgewinn, als auch einer partiell besseren Ablesbarkeit der DNA.
Da die Gyrase = Topoisomerase II in dieser Form (mit dieser Proteinstruktur) nur in Bakterien vorkommt, werden Gyrasehemmer auch als Antibiotika eingesetzt. Die Affinität der Gyrasehemmer zu der bakteriellen Gyrase ist höher als zu menschlichen Topoisomerasen. Allerdings ist der Wirkmechanismus nicht 100 % selektiv und so haben Gyrasehemmer auch zytostatische Eigenschaften.
Die Bindung  des ATP an die Gyrase wird durch das Antibiotikum Novobiocin blockiert.

## Reverse Gyrase
Eine Reverse Gyrase führt ein positives DNA-Supercoiling aus, wodurch die Temperaturbeständigkeit des DNA-Doppelstrangs erhöht wird. Ihre Funktionalität entspricht der einer Typ I Topoisomerase, gekoppelt mit einer Helicase. Reverse Gyrasen wurden bei Bakterien und Archaeen gefunden. Im Allgemeinen bestehen sie aus einem einzigen Polypeptid, eine Ausnahme wurde bei Methanopyrus kandleri gefunden (zwei Teile).